# Final de la Copa Mundial de Clubes de la FIFA 2009
La final de la Copa Mundial de Clubes 2009 se disputó el 19 de diciembre de 2009, en el Estadio Sheikh Zayed de Abu Dabi, Emiratos Árabes Unidos. Los dos ganadores de los partidos de semifinales, se enfrentaron en un único partido que coronó al nuevo campeón del mundo. Estudiantes de La Plata abrió el marcador a los 37 minutos del primer tiempo, pero casi al final del partido Pedro lo empató. Finalmente, un gol de pecho obra de Lionel Messi definió el partido en el segundo tiempo del suplementario, consagrando al F. C. Barcelona como el tercer equipo europeo en ganar dicha competencia. Aun así, el partido planteado por los dirigidos por Alejandro Sabella es reconocido como uno de los mejores de la historia entre sudamericanos y europeos, tomando en cuenta el gran equipo con el que contaba el F. C. Barcelona.
| España            | vs. | Argentina                 |
| F. C. Barcelona 2 | vs. | Estudiantes de La Plata 1 |
| ----------------- | --- | ------------------------- |

## Antecedentes

### Club Estudiantes de La Plata
Estudiantes clasificó al torneo como ganador de la Copa Libertadores 2009, tras derrotar a Cruzeiro en la final. Esta fue la primera vez que el pincharrata compitió en el Mundial de Clubes. Anteriormente, disputó en tres oportunidades la Copa Intercontinental, predecesora de la Copa Mundial de Clubes de la FIFA, con una victoria en 1968 y dos derrotas en 1969 y 1970. Llegó a la final del torneo tras derrotar al club coreano Pohang Steelers en las semifinales.

### Fútbol Club Barcelona
Barcelona clasificó al torneo como ganador de la Champions League 2008-2009, tras derrotar 2-0 al Manchester United en la final. Esta fue la segunda vez que compitió en este certamen, tras terminar como finalista en 2006. Anteriormente, disputó en una sola oportunidad la Copa Intercontinental, predecesora de la Copa Mundial de Clubes de la FIFA, con una derrota en 1992. Llegó a la final del torneo tras derrotar al club mexicano Atlante en las semifinales.

## Ficha del partido
| 25         | Guardameta     | Damián Albil         |       |
| 30         | Defensa        | Clemente Rodríguez   |       |
| 3          | Defensa        | Christian Cellay     |       |
| 2          | Defensa        | Leandro Desábato     |       |
| 16         | Defensa        | Germán Ré            | 90+1' |
| 13         | Defensa        | Juan Manuel Díaz     |       |
| 22         | Centrocampista | Rodrigo Braña        |       |
| 8          | Centrocampista | Enzo Pérez           | 79'   |
| 11         | Centrocampista | Juan Sebastián Verón |       |
| 23         | Centrocampista | Leandro Benítez      | 76'   |
| 17         | Delantero      | Mauro Boselli        |       |
| Entrenador | Entrenador     | Alejandro Sabella    |       |

| 1          | Guardameta     | Víctor Valdés      |     |
| 2          | Defensa        | Dani Alves         |     |
| 3          | Defensa        | Gerard Piqué       |     |
| 5          | Defensa        | Carles Puyol       |     |
| 22         | Defensa        | Éric Abidal        |     |
| 15         | Centrocampista | Seydou Keita       | 46' |
| 16         | Centrocampista | Sergio Busquets    | 79' |
| 6          | Centrocampista | Xavi Hernández     |     |
| 14         | Delantero      | Thierry Henry      | 83' |
| 9          | Delantero      | Zlatan Ibrahimović |     |
| 10         | Delantero      | Lionel Messi       |     |
| Entrenador | Entrenador     | Pep Guardiola      |     |

| 5  | Centrocampista | Matías Sánchez    | 76'   |
| 18 | Delantero      | Maximiliano Núñez | 79'   |
| 21 | Defensa        | Marcos Rojo       | 90+1' |

| 17 | Delantero      | Pedro Rodríguez | 46' |
| 24 | Centrocampista | Yaya Touré      | 79' |
| 7  | Centrocampista | Jeffrén Suárez  | 83' |

| Anotado | 37' | Mauro Boselli | 1–0 |

| Anotado | 88'  | Pedro Rodríguez | 1–1 |
| Anotado | 110' | Lionel Messi    | 1–2 |

| Amonestado | 45+2' | Juan Manuel Díaz   |
| Amonestado | 58'   | Clemente Rodríguez |
| Amonestado | 65'   | Enzo Pérez         |
| Amonestado | 94'   | Matías Sánchez     |
| Amonestado | 112'  | Marcos Rojo        |
| Amonestado | 119'  | Rodrigo Braña      |
| Amonestado | 119'  | Leandro Desábato   |

| Amonestado | 23'  | Lionel Messi  |
| Amonestado | 82'  | Thierry Henry |
| Amonestado | 118' | Víctor Valdés |

| Árbitro             | Armando Archundia      |
| Árbitros asistentes | Héctor Vergara         |
| Árbitros asistentes | Marvin Torrentera      |
| Cuarto árbitro      | Ravshan Irmatov        |
| Quinto árbitro      | Abdukhamidullo Rasulov |

| 25         | Guardameta     | Damián Albil         |       |
| 30         | Defensa        | Clemente Rodríguez   |       |
| 3          | Defensa        | Christian Cellay     |       |
| 2          | Defensa        | Leandro Desábato     |       |
| 16         | Defensa        | Germán Ré            | 90+1' |
| 13         | Defensa        | Juan Manuel Díaz     |       |
| 22         | Centrocampista | Rodrigo Braña        |       |
| 8          | Centrocampista | Enzo Pérez           | 79'   |
| 11         | Centrocampista | Juan Sebastián Verón |       |
| 23         | Centrocampista | Leandro Benítez      | 76'   |
| 17         | Delantero      | Mauro Boselli        |       |
| Entrenador | Entrenador     | Alejandro Sabella    |       |

| 1          | Guardameta     | Víctor Valdés      |     |
| 2          | Defensa        | Dani Alves         |     |
| 3          | Defensa        | Gerard Piqué       |     |
| 5          | Defensa        | Carles Puyol       |     |
| 22         | Defensa        | Éric Abidal        |     |
| 15         | Centrocampista | Seydou Keita       | 46' |
| 16         | Centrocampista | Sergio Busquets    | 79' |
| 6          | Centrocampista | Xavi Hernández     |     |
| 14         | Delantero      | Thierry Henry      | 83' |
| 9          | Delantero      | Zlatan Ibrahimović |     |
| 10         | Delantero      | Lionel Messi       |     |
| Entrenador | Entrenador     | Pep Guardiola      |     |

| 5  | Centrocampista | Matías Sánchez    | 76'   |
| 18 | Delantero      | Maximiliano Núñez | 79'   |
| 21 | Defensa        | Marcos Rojo       | 90+1' |

| 17 | Delantero      | Pedro Rodríguez | 46' |
| 24 | Centrocampista | Yaya Touré      | 79' |
| 7  | Centrocampista | Jeffrén Suárez  | 83' |

| Anotado | 37' | Mauro Boselli | 1–0 |

| Anotado | 88'  | Pedro Rodríguez | 1–1 |
| Anotado | 110' | Lionel Messi    | 1–2 |

| Amonestado | 45+2' | Juan Manuel Díaz   |
| Amonestado | 58'   | Clemente Rodríguez |
| Amonestado | 65'   | Enzo Pérez         |
| Amonestado | 94'   | Matías Sánchez     |
| Amonestado | 112'  | Marcos Rojo        |
| Amonestado | 119'  | Rodrigo Braña      |
| Amonestado | 119'  | Leandro Desábato   |

| Amonestado | 23'  | Lionel Messi  |
| Amonestado | 82'  | Thierry Henry |
| Amonestado | 118' | Víctor Valdés |

| Árbitro             | Armando Archundia      |
| Árbitros asistentes | Héctor Vergara         |
| Árbitros asistentes | Marvin Torrentera      |
| Cuarto árbitro      | Ravshan Irmatov        |
| Quinto árbitro      | Abdukhamidullo Rasulov |

| \| Estadísticas \| \| \| \| Tiros \| 3 \| 16 \| \| Tiros al arco \| 1 \| 4 \| \| Faltas \| 29 \| 19 \| \| Tiros de esquina \| 3 \| 10 \| \| Tiros libres \| 0 \| 3 \| \| Penales \| 0 \| 0 \| \| Fueras de juego \| 8 \| 1 \| \| Posesión del balón \| 36% \| 64% \| | Alineación inicial   |                   |
| Estadísticas | Bandera de Argentina | Bandera de España |
| Tiros | 3                    | 16                |
| Tiros al arco | 1                    | 4                 |
| Faltas | 29                   | 19                |
| Tiros de esquina | 3                    | 10                |
| Tiros libres | 0                    | 3                 |
| Penales | 0                    | 0                 |
| Fueras de juego | 8                    | 1                 |
| Posesión del balón | 36%                  | 64%               |

|                         |
| Bandera de España       |
| Campeón F. C. Barcelona |
| 1.er título             |